# Antiglobalizacija
Antiglobalizacija je naziv koji se često koristi za različite pokrete, ideologije, odnosno državne politike koji se na ovaj ili onaj način suprotstavljaju globalizaciji. Naziv su skovali mediji nakon velikih demostracija u Seatleu 1999., gdje se okupilo izuzetno šaroliko društvo prosvjednika: anarhista, sindikalista, komunista, kršćanskih organizacija, pacifista itd. Nije bilo povoljnog termina da ih se sve obuhvati. Oni su pak sami za sebe skovali termin alterglobalisti, tj. zastupnici "alternative globalizaciji" ili "alternativne globalizacije". Parola, pod kojom djeluju od početka prvog desetljeća je Drugačiji svijet je moguć.

## Povijest
Antiglobalizacija, odnosno antiglobalizacijski pokret se, ispočetka prilično stidljivo, javio kao reakcija na globalizaciju koju su SAD i njemu bliske zapadne države nakon hladnog rata agresivno promovirale kao rješenje svih svjetskih problema.
Glavni argumenti antiglobalista se sastoje u tome da će neograničena globalizacija dovesti do cementiranja nejednakosti u svijetu, siromašne države Trećeg svijeta učiniti u potpunosti ovisnim o bogatim industrijskim državama te zaustaviti njihov razvoj te ojačati multinacionalne korporacije kojima je profit važniji od javnog interesa. U posljednje vrijeme se kao antiglobalistički argument sve češće spominje intenziviranje etničkih, vjerskih i rasnih sukoba kao posljedica pojačanog protoka ljudi među državama. 
Antiglobalistički pokret je prilično na zamahu dobio nakon izbora Georgea W. Busha za predsjednika SAD, odnosno napada 11. rujna i započinjanja rata protiv terorizma koji mnogi antiglobalisti vide kao pokušaj da se ciljevi globalizacije provedu oružanim putem.
Antiglobalisti često odbacuju naziv antiglobalizacija, preferirajući nazive koji sugeriraju globalizaciju na pravičnijim osnovama. Oko 2002. za sebe same skovali su termin alterglobalisti. To podrazumijeva da odgovor na globalizaciju nije povratak na izolacionizam, nego drugačija globalizacija, na temeljima pravde i solidarnosti, a ne apsolutizacije otvorenog tržišta i vlasti multinacionalnih kompanija i nekoliko država.
Alterglobalisti se od 2001. sastaju jednom godišnje na Svjetskom socijalnom forumu.
Knjiga "No Logo" Naomi Klein jedna je od glavnih referentnih tekstova antiglobalizacijskoga pokreta.